# Coleophora honestella
Coleophora honestella é uma espécie de mariposa do gênero Coleophora pertencente à família Coleophoridae.